# Gazety rewolucji francuskiej

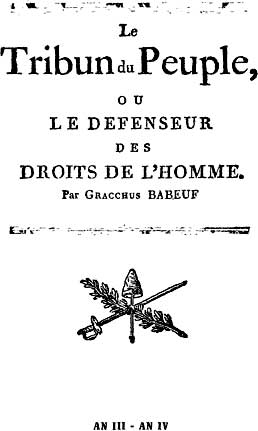
Le Tribun du peuple Gracchus Babeuf

Lista gazet, które stworzyła lub wykorzystała Rewolucja Francuska

## A
- Les Actes des Apôtres (gazeta rojalistyczna): Journiac de Saint-Méard, Suleau
- Les Annales patriotiques: Louis-Sébastien Mercier, Jean-Louis Carra
- Annales politiques(Les): Simon-Nicolas-Henri Linguet
- L'Anti-Fédéraliste : (Comité de salut public)  Maximilien de Robespierre
- L'Anti-fédéraliste: Claude-François de Payan.
- L'Ami du peuple: Jean-Paul Marat
- L'Ami des citoyens: Jean-Lambert Tallien.
- L'Ami du peuple par Leclerc: Jean-Théophile Leclerc.
- L'Ami du roi : Christophe Félix Louis Ventre de la Touloubre Galart de Montjoie.
- L'Ami des Théophilanthropes : Armand-Joseph Guffroy.
- L'Apocalypse: Mirabeau
- L'Argus patriote: Charles Théveneau de Morande.

## B
- La Bouche de fer: Claude Fauchet, Nicolas de Bonneville.
- Bulletin du tribunal révolutionnaire: Jean-Baptiste Coffinhal.

## C
- Le Chien et le Chat : Jacques René Hébert.
- La Chronique de Paris: Condorcet.
- La Chronique du mois: Jean-Marie Collot d’Herbois, Étienne Clavière, Condorcet.
- Conservateur (Le): Dominique Joseph Garat, Marie-Joseph Chénier, François Daunou.
- Le Contrepoison ou préservatif contre les motions insidieuses : (journal royaliste)
- Le Correspondant d’Eure-et-Loir : Pierre Jacques Michel Chasles.
- Le Correspondant picard (1789): François-Noël Babeuf, dit Grachus Babeuf.
- Le Cosmopolite: Berthold Proli.
- Le Courrier de Brabant: Camille Desmoulins.
- Le Courier de l’Europe: Samuel Swinton, puis Radix de Sainte-Foix (propriétaires), Alphonse-Joseph Serre de la Tour, puis Charles Théveneau de Morande (directeurs).
- Le Courrier de Provence: Mirabeau
- Le Courrier de Versailles à Paris et de Paris à Versailles (de 1789 à 1792): Antoine-Joseph Gorsas.

## D
- Les Dames nationales ou le Kalendrier des citoyennes: Restif de La Bretonne.
- Le Défenseur de la liberté: Pierre Philippeaux.

## F
- La France vue de l’armée d’Italie: Michel Regnaud de Saint-Jean d’Angély

## G
- La Gazette: Théophraste Renaudot, Fallet, Chamfort.
- Il Giornale patriotico di Corsica :  Philippe Buonarrotti.

## H
- Histoire des Révolutions de France et de Brabant: Camille Desmoulins

## J
- Journal de la Montagne.
- Journal de l'opposition: Pierre-François Réal.
- Journal de Paris : Corancez, Antoine Cadet de Vaux, Dussieux, N. Xhrouet.
- Journal de Paris : Michel Louis Étienne Regnault de Saint-Jean d'Angely
- Journal de Perlet: Charles Frédéric Perlet.
- Journal des amis de la Constitution: Pierre Choderlos de Laclos.
- Journal des Défenseurs de la patrie
- Journal des débats* Le Mémorial: Jean-François de La Harpe, Fontanes, Vauxelles.
- Journal général : l'abbé Fontenai.
- Journal des Halles.
- Journal des laboureurs: Joseph Lequinio.
- Journal des lois: Charles-Nicolas Osselin.
- Journal du soir sans réflexions et courriers de Paris et de Londres : Étienne Feuillant.
- Le Journal du soir sans réflexions et le courrier de la capitale: Étienne Feuillant. Denis Tremblay et Jacques René Hébert.
- Journal politique et littéraire: Simon-Nicolas-Henri Linguet.

## L
- La lanterne magique : Boisset.
- Lettres à mes commettants: Mirabeau
- Lettres bougrement patriotiques du Père Duchêne: Antoine Lemaire.

## M
- La  Manufacture
- Le Miroir: Claude François Beaulieu (journal royaliste).
- Le Moniteur Universel: Charles-Joseph Panckouke.

## N
- Nouvelles ecclésiastiques.

## O
- Observateur: Gabriel Feydel.
- L’Orateur du peuple: Stanislas Fréron

## P
- Le Patriote français: Jacques Pierre Brissot
- Le père Duchesne: Jacques Hébert
- Le Père Duchêne de Jean Charles Jumel : Abbé Jean Charles Jumel.
- Les Petites affiches: Pierre Bénézech
- Le Point du jour: Barère de Vieuzac
- Le Publiciste de la République française: Jacques Roux

## Q
- Quotidienne (La) : Coutouli et Ripert, (journal royaliste).

## R
- Républicain (Le): Duval.
- Le Républicain: Condorcet, Thomas Paine.
- Retour du Père Duchêne, premier poêlier du monde : M. de Mont-Lucy.
- Le Réveil du peuple
- La Révolution de 1792: Louis Ange Pitou.
- Révolutions de France et de Brabant (Les): Camille Desmoulins
- Les Révolutions de Paris: Elisée Loustalot, Sylvain Maréchal, Philippe Fabre d’Églantine, Pierre-Gaspard Chaumette, Léger-Félicité Sonthonax.
- Le Rougyff ou le franc en vedette: Armand-Joseph Guffroy.

## S
- Sentinelle (La): Louvet, François Daunou.

## T
- Le Thermomètre du jour: Jean-Marie Rolland.
- Le Tocsin de Liège.
- Le Tribun du peuple: Gracchus Babeuf
- La Tribune des patriotes: Camille Desmoulins, Louis-Marie Stanislas Fréron.

## V
- Vieux Cordelier (Le): Camille Desmoulins
- Les Vitres cassées (1789) : Antoine Lemaire.